# گورو (فیلم ۱۹۸۹)
گورو (به هندی: Guru) فیلمی محصول سال ۱۹۸۹ و به کارگردانی اومش مهرا است. در این فیلم بازیگرانی همچون میتون چاکرابورتی، سری دوی، شاکتی کاپور، راجینیکانت، کیم کاتکار، شاشی کاپور، نوتان، باب کریستو ایفای نقش کرده‌اند.